# Konjak
Konjak (francosko [kɔɲak]) je vrsta žganja, poimenovana po občini Cognac v Franciji. Pridelujejo ga v okoliški vinorodni regiji v departmajih Charente in Charente-Maritime.
Proizvodnja konjaka spada pod francosko oznako Appellation d'Origine Contrôlée (AOC - Kontrolirana označba porekla), proizvodne metode in poimenovanje pa so potrebni za izpolnjevanje določenih zakonskih zahtev. Med navedenimi vrstami grozdja se najbolj uporablja Ugni blanc (ali trebbiano), lokalno znan kot Saint-Émilion. Žganje mora biti dvakrat destilirano v bakrenih destilacijskih kotlih in vsaj dve leti starano v francoskih hrastovih sodih iz Limousin ali Tronçais. Konjak zori na enak način kot viskiji in vina v sodih, večina konjakov pa »na lesu« preživi precej dlje, kot je minimalna zakonska zahteva.

## Proces proizvodnje
Konjak je vrsta žganja, po destilaciji in med staranjem pa se imenuje tudi eau de vie. Proizvaja se z dvakratno destilacijo grozdja, pridelanega v kateri koli od določenih pridelovalnih regij.

### Grozdje
Belo vino, ki se uporablja za izdelavo konjaka, je zelo suho in kislo; čeprav je bilo označeno kot »skoraj nepitno«, je odlično za destilacijo in staranje. Izdelano je lahko le iz strogega seznama sort grozdja. Da se vino šteje za pravi cru, mora biti vsaj 90 % Ugni blanc (v Italiji znan kot Trebbiano), Folle blanche in Colombard, medtem ko je lahko do 10 % uporabljenega grozdja Folignan, Jurançon blanc, Meslier St. -François (imenovan tudi Blanc Ramé), Sélect, Montils ali Sémillon. Konjaki, ki ne nosijo imena cru, so bolj svobodni v dovoljenih sortah grozdja, saj potrebujejo vsaj 90 % Colombard, Folle blanche, Jurançon blanc, Meslier Saint-François, Montils, Sémillon ali Ugni blanc in do 10 %. Folignan ali Sélect.

### Fermentacija in distilacija
Potem ko je grozdje stisnjeno, sok pustijo fermentirati 2–3 tedne, pri čemer lokalne divje kvasovke pretvorijo sadne sladkorje v alkohol; ne sme se dodajati niti sladkorja niti žvepla. Na tej točki ima dobljeno vino približno 7 do 8 % alkohola.
Destilacija poteka v tradicionalno oblikovanih bakrenih alembičnih kotlih Charentais, katerih oblika in dimenzije so tudi zakonsko nadzorovane. Izvesti je treba dve destilaciji; nastalo eau de vie je brezbarvna žgana pijača s približno 70 % alkohola.

### Staranje
Ko je destilacija končana, mora vsaj dve leti stati v sodih iz hrasta Limousin, preden se lahko proda javnosti. Običajno ga dajo v sode z vsebnostjo alkohola okoli 70 %. Ko konjak medsebojno deluje s hrastovim sodom in zrakom, vsako leto izhlapi s hitrostjo približno 3 %, pri čemer počasi izgublja tako alkohol kot vodo (prvega hitreje, ker je bolj hlapen). Ta pojav se lokalno imenuje la part des anges ali »angelski delež«. Ko v hrastovem sodu mine več kot deset let, se vsebnost alkohola v konjaku zmanjša na 40 volumskih odstotkov. Konjak se nato prelije v »velike steklenice, imenovane bonbone«, nato pa se shrani za prihodnje mešanje. Ker hrastovi sodi po štirih ali petih desetletjih prenehajo prispevati k okusu, daljše obdobje staranja morda ne bo koristno.

### Mešanje
Starost konjaka se izračuna kot starost najmlajše sestavine, uporabljene v mešanici. Mešanica je običajno različnih starosti in (v primeru večjih in bolj komercialnih proizvajalcev) iz različnih lokalnih območij. To mešanje ali združitev različnih eaux de vie je pomembno za pridobitev kompleksnosti okusov, ki jih ni v eau de vie iz ene same destilarne ali vinograda. Vsaka hiša konjaka ima glavnega pokuševalca (maître de chai), ki je odgovoren za mešanje žganih pijač, tako da ima konjak, ki ga proizvaja podjetje, skladen hišni slog in kakovost. V tem pogledu je podoben postopku mešanja viskija ali nevintage šampanjca za doseganje doslednega okusa blagovne znamke. Zelo majhno število proizvajalcev, kot sta Guillon Painturaud in Moyet, ne meša svojih končnih izdelkov iz različnih starosti eaux de vie, zato proizvajajo "čistejši" okus. Na stotine vinogradov v regiji Cognac AOC prodaja svoj konjak. Ti so prav tako mešani iz eaux de vie različnih letnikov, vendar so konjaki iz enega vinograda, ki se nekoliko razlikujejo od leta do leta in glede na okus proizvajalca, zato jim manjka nekaj predvidljivosti bolj znanih komercialnih izdelkov. Mali proizvajalci lahko glede na uspešnost pri trženju večji ali manjši delež svojega proizvoda prodajo individualnim kupcem, trgovcem z vinom, barom in restavracijam, preostanek pa pridobijo večje hiše konjaka za mešanje.

## Ocene
Po podatkih Bureau National Interprofessionnel du Cognac (BNIC) so uradne stopnje kakovosti konjaka:
- V.S. (Zelo posebno) ali ✯✯✯ (tri zvezdice) označuje mešanico, v kateri je najmlajše žganje vsaj dve leti starano v sodu.[9]
- V.S.O.P. (Very Superior Old Pale) ali Reserve označuje mešanico, v kateri se najmlajše žganje stara vsaj štiri leta v sodu.[10]
- Napoléon označuje mešanico, v kateri se najmlajše žganje stara najmanj šest let.
- XO (Extra Old) Minimalna starost najmlajšega žganja, uporabljenega v mešanici XO, je bila aprila 2018 povišana na 10 let; to pravilo je bilo prvotno predvideno za izvajanje v letu 2016, vendar je bilo odloženo zaradi neustreznih zalog.[11] Oznaka Napoleon, ki je bila prej neuradna, se uporablja za specifično označevanje tistih mešanic z minimalno starostjo šest let, ki ne ustrezajo revidirani definiciji XO.[12]
- XXO (Extra Extra Old) je posebna oznaka za vinske žgane pijače, ki so bile starane najmanj 14 let.[13]
- Hors d'âge (Beyond Age) je oznaka, za katero BNIC navaja, da je enaka XO, vendar v praksi ta izraz uporabljajo proizvajalci za trženje visokokakovostnega izdelka, ki presega uradno starostno lestvico.

Večina imen razredov je v angleščini, ker je zgodovinska trgovina s konjakom, zlasti v 18. stoletju, močno vključevala Britance.

## Proizvodne regije
Konjak je razvrščen tudi po cru (vinski izraz, ki se uporablja za označevanje visokokakovostnega vinograda ali skupine vinogradov), to je natančno določenih geografskih poimenovanjih, kjer grozdje raste. Njihova značilna prst in mikroklima proizvajajo eaux de vie z značilnostmi, značilnimi za njihovo specifično lokacijo.
- Grande Champagne (13.766 hektarjev) Tla v Grande Champagne in Petite Champagne so označena kot plitva glinasto-apnenčasta, namesto apnenca in krede.[15]
- Petite Champagne (16.171 hektarjev) Petite Champagne eaux de vie ima podobne značilnosti kot tiste iz Grande Champagne. Konjaki, narejeni iz mešanice Grande in Petite Champagne eaux de vie (z najmanj 50 % Grande Champagne), se lahko tržijo kot "Fine Champagne".
- Borderies (4160 hektarjev) Najmanjši cru. Tla tega tipa vsebujejo glino in kremenove kamne, ki nastanejo pri razgradnji apnenca.
- Fins Bois (34.265 hektarjev) Težje in hitreje starajoče se eaux de vie, idealne za vzpostavitev osnove nekaterih mešanih konjakov. Tla so tukaj pretežno rdeča glinasto-apnenčasta in zelo kamnita ali drugače težka glinasta tla.
- Bons Bois in Bois Ordinaires (skupaj 19.979 hektarjev). Ti dve regiji rasti rasti sta dlje od štirih osrednjih območij. Z revnejšo prstjo in velikim vplivom morskega podnebja je to območje veliko 20.000 hektarjev.
- Bois à terroirs Tla Les Bois (Bons Bois, Bois Ordinaires in Bois à terroirs) so peščena in zajemajo obalna območja in nekatere doline.

Regij za proizvodnjo konjaka, imenovanih Champagne, ne smemo zamenjevati s severovzhodno regijo Šampanjo, vinsko regijo, ki proizvaja peneče vino s tem imenom, čeprav imata skupno etimologijo.

## Podjetja in blagovne znamke
Obstaja blizu 200 proizvajalcev konjaka. Po eni oceni iz leta 2008 velik odstotek konjaka – več kot 90 % za ameriški trg – prihaja od samo štirih proizvajalcev: Courvoisier (v lasti Beam Suntory), Hennessy (LVMH), Martell (Pernod Ricard) in Rémy Martin (Rémy Cointreau).Druge znamke, ki izpolnjujejo merila AOC za konjak, so Bache-Gabrielsen/Dupuy, Braastad, Camus, La Fontaine de La Pouyade, Château Fontpinot, Delamain, Pierre Ferrand, Frapin, Gautier, Hine, Marcel Ragnaud,  Monnet, Moyet, Otard, Meukow in Cognac Croizet.
Leta 2017 je bil podpisan sporazum med Evropsko unijo in Armenijo, s katerim bodo armenski proizvajalci od leta 2043 opustili uporabo zaščitenega geografskega imena konjak. Ime "konjak" bo od leta 2032 prepovedano za domači armenski trg.

## Pijače na osnovi konjaka
- Aleksander: je koktajl, sestavljen iz gina ali brandyja, kakavovega likerja (crème de cacao) in smetane.
- Med rjuhami: je koktajl, sestavljen iz belega ruma (ali drugega svetlega ruma), konjaka, triple seca in limoninega soka.
- Chambord: liker iz konjaka, prežet s črnimi in rdečimi malinami ter madagaskarsko vanilijo
- Domaine de Canton: ingverjev liker na osnovi konjaka
- Francoska povezava je koktajl iz enakih delov konjaka in likerja Amaretto.
- Grand Marnier: liker iz konjaka in destilirane esence grenke pomaranče
- Pineau des Charentes: sladek aperitiv, sestavljen iz eau de-vie in grozdnega mošta, pridelan v regiji Charente
- Sazerac je lokalna različica koktajla iz konjaka ali viskija, ki izvira iz New Orleansa
- Sidecar: tradicionalno pripravljen koktajl s konjakom, pomarančnim likerjem in limoninim sokom
- Stinger je dvojni koktajl, narejen z dodajanjem crème de menthe žganju (čeprav se recepti razlikujejo)